# AG für Dornier-Flugzeuge
Die AG für Dornierflugzeuge (Do-Flug AG) war ab 1925 bis 1933 eine Gesellschaft, an der das Deutsche Reich (Weimarer Republik) 51 %, Claude Dornier 24,5 % und die Dornier Metallbauten GmbH (DMB) 24,5 % hielten. Die Do-Flug AG hatte den Zweck der Errichtung einer Flugzeugfabrik und des Flugplatzes in Altenrhein, sowie die Finanzierung der Entwicklung und des Baues der Dornier Do X. Sie war Eigentümerin des Flugzeuges, betrieb es und führte auch die Fernflüge der Do X durch; später wurden durch sie noch zwei weitere Do X für den Export nach Italien gebaut. Weil sich der Bau der Anlagen in Altenrhein und des Flugzeuges selbst verteuerten, bekam im Jahr 1928 das Deutsche Reich mit 76 % die Aktienmehrheit. Die DMB waren in diese Firma nicht direkt integriert, lieferten aber im Unterauftrag die Entwicklung und stellten mehrheitlich das Personal für den Zusammenbau der Do X. Die operative Führung der Do-Flug AG lag bei Claude Dornier selbst, strategische Entscheidungen mussten in den Ministerien abgestimmt werden. Die Betriebsleitung in Altenrhein übertrug Dornier an Paul Berner, der zuvor bereits das Werk in Marina di Pisa geleitet hatte; die kaufmännische Leitung hatte Alfons Keppler inne.
Die Finanzierung solcher Projekte über Kapitalgesellschaften war wohl in der Weimarer Republik üblich, denn 1932 wurde zur Finanzierung des Rückfluges der Do X von New York nach Deutschland mit der Deutsche Flugschiff Gesellschaft mbH eigens eine Nachfolgegesellschaft gegründet, als die Kapitalmittel der Do-Flug AG aufgebraucht waren.

## Geschichte
Die Firma war Anfang 1926 ursprünglich als Projektgesellschaft von Claude Dornier mit Unterstützung des Schweizer Industriellen Jacob Schmidheiny initiiert worden, um Hallen und Flugplatz in Altenrhein in der Schweiz zu erstellen. Während Schmidheiny die Entwicklung der strukturschwachen Gegend um Altenrhein im Blick hatte und lokalpolitisch förderte, sah Dornier hier die Möglichkeit, sein geplantes Flugschiff Do X nicht weit weg vom Friedrichshafener Betrieb zu montieren, dessen Auftrag zur Entwicklung ihm das Reichsverkehrsministerium bereits im Juli 1925 angetragen hatte. Die Weimarer Republik führte ein geheimes Aufrüstungsprogramm (siehe Lohmann-Affäre) und war bemüht, durch Gründung von Firmen im Ausland das infolge der Versailler Verträge in Deutschland bestehende Bauverbot von größeren und militärisch genutzten Flugzeugen zu umgehen. Die Weimarer Republik übernahm die Majorität an der Gesellschaft und stellte das gesamte Kapital für die Anlagen in Altenrhein und die Entwicklung und den Bau der Do X zur Verfügung. Die Gelder stammten wohl, wie sich später durch die Lohmann-Affäre herausstellte, aus geheimen und vertragswidrigen Verkäufen nicht verschrotteter Schiffe und Waffen. Dornier waren diese Einzelheiten nicht bekannt; er wurde gegen einen Kredit persönlicher Minderheitsgesellschafter und die noch mehrheitlich zum damaligen Zeppelinkonzern gehörige und in Friedrichshafen ansässige Dornier Metallbauten GmbH wurde über einen weiteren Kredit des Reichsverkehrsministeriums ebenfalls Gesellschafter. In Altenrhein sollte nach dem Willen der Weimarer Republik auch eine Militarisierung und Waffenerprobung der Do X durchgeführt werden, zu der es nicht kam, weil später die militärische Eignung der Do X bezweifelt wurde.
Mit dem Auslaufen des Entwicklungsprogramms Do X im Jahr 1933 und der Übergabe an die Lufthansa wurde die Do-Flug AG aufgelöst. Es ist ungeklärt, wie sich die Besitzverhältnisse an den Liegenschaften und dem Betrieb weiter entwickelten und wie sie zum Dornier-Konzern gehörten. Jedenfalls firmierten sie bis zum Ende des Zweiten Weltkrieges als Dornier Werke Altenrhein, durften im Zweiten Weltkrieg nur für die Schweizer Streitkräfte arbeiten und wurden 1945 zum Kriegsende ganz unter Schweizer Kontrolle gestellt. 1948 verkaufte Claude Dornier einen in der Literatur nicht quantifizierten Anteil und die Liegenschaften gingen auf die Flug- und Fahrzeugwerke Altenrhein (FFA) über.